# Episodi di Ed (terza stagione)
La terza stagione della serie televisiva Ed è stata trasmessa in anteprima negli Stati Uniti d'America dalla NBC tra il 25 settembre 2002 e l'11 aprile 2003.
| nº | Titolo originale     | Titolo italiano | Prima TV USA      | Prima TV Italia |
| -- | -------------------- | --------------- | ----------------- | --------------- |
| 1  | Human Nature         | inedito         | 25 settembre 2002 | inedito         |
| 2  | Miss Stuckeyville    | inedito         | 2 ottobre 2002    | inedito         |
| 3  | The Road             | inedito         | 9 ottobre 2002    | inedito         |
| 4  | Charlotte & Wilbur   | inedito         | 16 ottobre 2002   | inedito         |
| 5  | The Divorce          | inedito         | 30 ottobre 2002   | inedito         |
| 6  | May the Best Man Win | inedito         | 6 novembre 2002   | inedito         |
| 7  | The Wedding          | inedito         | 13 novembre 2002  | inedito         |
| 8  | Trapped              | inedito         | 20 novembre 2002  | inedito         |
| 9  | Makeovers            | inedito         | 11 dicembre 2002  | inedito         |
| 10 | Neighbors            | inedito         | 18 dicembre 2002  | inedito         |
| 11 | Frankie              | inedito         | 8 gennaio 2003    | inedito         |
| 12 | Partners             | inedito         | 15 gennaio 2003   | inedito         |
| 13 | Hyenas & Wildebeests | inedito         | 22 gennaio 2003   | inedito         |
| 14 | The Case             | inedito         | 5 febbraio 2003   | inedito         |
| 15 | Blips                | inedito         | 12 febbraio 2003  | inedito         |
| 16 | Good Advice          | inedito         | 19 febbraio 2003  | inedito         |
| 17 | Captain Lucidity     | inedito         | 26 febbraio 2003  | inedito         |
| 18 | Business as Usual    | inedito         | 5 marzo 2003      | inedito         |
| 19 | Babysitting          | inedito         | 12 marzo 2003     | inedito         |
| 20 | Second Chances       | inedito         | 28 marzo 2003     | inedito         |
| 21 | The Movie            | inedito         | 4 aprile 2003     | inedito         |
| 22 | The Decision         | inedito         | 11 aprile 2003    | inedito         |